# Heinrich Petri (Theologe)
Heinrich Petri (* 22. Dezember 1934 in Lünen; † 24. Oktober 2022) war ein deutscher katholischer Priester, Theologe und Hochschullehrer.

## Leben
Heinrich Petri studierte von 1955 bis 1962 Philosophie und Theologie in Paderborn und Rom. Am 10. Oktober 1961 wurde er in Rom für das Erzbistum Paderborn zum Priester geweiht. Nach der Promotion 1965 zum Dr. theol. in Rom (Päpstliche Universität Gregoriana) war er ab 1966 Sektionsleiter am Johann-Adam-Möhler-Institut für Ökumenik in Paderborn. Nach der Habilitation 1969 für die Fächer Fundamentaltheologie und Vergleichende Religionswissenschaft an der Katholisch-Theologischen Fakultät der Universität Würzburg wurde er Professor für Fundamentaltheologie an der Philosophisch-Theologischen Hochschule Passau. 1971 wurde er Professor für Fundamentaltheologie an der Theologischen Fakultät Paderborn. Von 1979 bis 2003 lehrte er als Professor für Fundamentaltheologie an der Katholisch-Theologischen Fakultät der Universität Regensburg.

## Schriften (Auswahl)
- Exegese und Dogmatik in der Sicht der katholischen Theologie. Paderborn 1966, OCLC 468375767.
- Glaube und Gotteserkenntnis von der Reformation bis zur Gegenwart. Freiburg im Breisgau 1985, ISBN 3-451-00736-3.

Als Herausgeber
- Divergenzen in der Mariologie. Zur ökumenischen Diskussion um die Mutter Jesu. Regensburg 1989, ISBN 3-7917-1198-9.
- mit Wolfgang Beinert: Handbuch der Marienkunde, zwei Bände. Pustet, Regensburg.
  - Bd. 1: Theologische Grundlegung, geistliches Leben. 1996, ISBN 3-7917-1526-7.
  - Bd. 2: Gestaltetes Zeugnis, gläubiger Lobpreis. 1997, ISBN 3-7917-1527-5.
- mit Georg Schmuttermayr: Glaubensvermittlung im Umbruch. Festschrift für Bischof Manfred Müller. Regensburg 1996, ISBN 3-7917-1539-9.